# Jean-Baptiste Van Elshander
Jean-Baptiste Van Elshander (23 de junio de 1980) es un deportista belga que compitió en esgrima, especialista en la modalidad de espada. Ganó una medalla de plata en el Campeonato Europeo de Esgrima de 2001, en la prueba por equipos.

## Palmarés internacional
| Campeonato Europeo | Campeonato Europeo  | Campeonato Europeo | Campeonato Europeo  |
| Año                | Lugar               | Medalla            | Prueba              |
| ------------------ | ------------------- | ------------------ | ------------------- |
| 2001               | Coblenza (Alemania) | Medalla de plata   | Florete por equipos |